# Pınar Çağlar Gençtürk
Pınar Çağlar Gençtürk (İzmit, Kocaeli tartomány, 1982. január 1. –) török színésznő. Legismertebb alakítása Beyhan szultána a Szulejmán című televíziós sorozatban 2011-ben 2012-ben és 2013-ban.

## Életrajz
Pınar Çağlar Gençtürk İzmitben született.
Pályája a Kocaeli Színházban indult, később az isztambuli Akadémia ösztöndíjasaként a színházi fakultáson tanult.
2003-ban az isztambuli Yeditepe Egyetem színházi szakán végzett, majd a Kadir Has Egyetemen végezte a mesterszakot.
Első TV megjelenése 2004-ben volt a Büyük Bulusma sorozatban.
2011-ben 2012-ben és 2013-ban Beyhan szultánát alakította a Szulejmán c. televíziós sorozatban.
2019-ben az isztambuli Oyun Atölyesi színházban szerepet kapott Hajdu Szabolcs ott bemutatott Ernelláék Farkaséknál című drámájában.

## Filmográfia
| Alkotás                   | Szerep               | Év        | Rendezte (megjegyzés)                     | Magyar hang                                    |
| ------------------------- | -------------------- | --------- | ----------------------------------------- | ---------------------------------------------- |
| Gizli Dolap               | Mira                 | Jelenleg  |                                           |                                                |
| Platonik                  | Nebahat              | Jelenleg  |                                           |                                                |
| Sen Ağlama İstanbul       | Hümeyra              | 2024–2025 |                                           |                                                |
| Titkok hálójában          | Aylin Erguvan Yılmaz | 2021–2024 |                                           | Ruttkay Laura                                  |
| Ariza                     | Emine                | 2020–2021 |                                           |                                                |
| Hayat                     |                      | 2020      |                                           |                                                |
| Egy csodálatos asszony    | Jale Demir           | 2019      | Nadim Güç, Merve Girgin sorozat           | Mohácsi Nóra (1. hang) Haumann Petra (2. hang) |
| Az én kis családom        | Ferda                | 2018–2019 | Serdar Gözelekli, Koray Kerimoğlu sorozat | Pap Katalin                                    |
| Evlat Kokusu              | Meryem               | 2017      |                                           |                                                |
| Arkadaslar Iyidir         | Sema Kahraman        | 2016      | Deniz Koloş, Zeynep Günay Tan sorozat     |                                                |
| Denizatı                  | Mryie                | 2015      |                                           |                                                |
| Misofonya                 | Ece                  | 2015      |                                           |                                                |
| A poklok pokla (Siccîn)   | Nisa                 | 2014      | tv-sorozat                                |                                                |
| Madárka (Çalıkuşu)        | Münevver             | 2013–2014 | Çağan Irmak, Doğan Ümit Karaca tv-sorozat |                                                |
| Çıplak Gerçek             | Gülşen               | 2012      | Ümit Ünal tv-sorozat                      |                                                |
| Muhteşem Yüzyıl Szulejmán | Beyhan Sultana       | 2011–2013 |                                           | Ősi Ildikó                                     |
| Herkes mi Aldatır?        | Arzu                 | 2010      | Kamil Aydın mozifilm                      |                                                |
| 7 Kocalı Hürmüz           | Havva                | 2009      | Ezel Akay mozifilm                        |                                                |

## Fordítás
- Ez a szócikk részben vagy egészben  a   Pınar Çağlar Gençtürk című török Wikipédia-szócikk fordításán alapul.  Az eredeti cikk szerkesztőit annak laptörténete sorolja fel. Ez a jelzés csupán a megfogalmazás eredetét és a szerzői jogokat jelzi, nem szolgál a cikkben szereplő információk forrásmegjelöléseként.